# 村上和久
村上 和久（むらかみ　かずひさ、1962年 - ）は、日本の翻訳家。
北海道生まれ。早稲田大学第一文学部卒業。
在学中にワセダミステリクラブに参加。早川書房勤務（『ミステリマガジン』編集長）をへて翻訳家。サスペンス小説、ノンフィクションなどを翻訳する。

## 翻訳
- 『猫の手』（ロジャー・スカーレット、新樹社） 2000.11
- 『オーストラリア人』（イルザ・シャープ、坂本憲一共訳、河出書房新社、カルチャーショック） 2000.9
- 『SAS特殊任務 対革命戦ウィング副指揮官の戦闘記録』（ギャズ・ハンター、並木書房） 2000.11
- 『交戦空域』（ジョン・ニコル、二見文庫） 2000.4
- 『SBS特殊部隊員 英海兵隊最強のコマンドー』（ダン・キャムセル、並木書房  2001.11
- 『サイキック・マフィア われわれ霊能者はいかにしてイカサマを行ない、大金を稼ぎ、客をレイプしていたか』（M・ラマー・キーン、太田出版） 2001.3
- 『破壊天使』（ロバート・クレイス、講談社文庫） 2002.8
- 『原潜を救助せよ』（ジェイムズ・フランシス、二見文庫） 2003.11
- 『人はなぜ異星人を追い求めるのか 地球外生命体探索の50年』（ジョエル・アカンバーク、太田出版） 2003.9
- 『猟犬たちの山脈』（ビング・ウェスト、文春文庫） 2004.9
- 『アメリカ帝国の悲劇』（チャルマーズ・ジョンソン、文藝春秋） 2004.9
- 『終わりなき負債』（C・S・フォレスター、小学館） 2004.1
- 『ホステージ』（ロバート・クレイス、講談社文庫） 2005.5
- 『特殊部隊』（ヒュー・マクマナーズ、朝日新聞社） 2005.9
- 『パンドラの呪い』（ジャック・ダブラル、ソニー・マガジンズ、ヴィレッジブックス） 2005.10
- 『ヴードゥーの悪魔』（ジョン・ディクスン・カー、原書房、ヴィンテージ・ミステリ・シリーズ） 2006.2
- 『復讐』（ティム・グリーン、二見文庫） 2006.10
- 『実録・アメリカ超能力部隊』（ジョン・ロンスン、文春文庫） 2007.5
- 『Uボート113 最後の潜航』（ジョン・マノック、ヴィレッジブックス） 2007.12
- 『ピラミッド 封印された数列』（ウィリアム・ディートリッヒ、文藝春秋） 2009.1
- 『砂漠の狐を狩れ』（スティーヴン・プレスフィールド、新潮文庫） 2009.3
- 『ピラミッド ロゼッタの鍵』（ウィリアム・ディートリッヒ、文藝春秋） 2009.7
- 『乱気流』（ジャイルズ・フォーデン、新潮文庫） 2010.11
- 『特殊部隊ジェドバラ - ヨーロッパ解放の陰の立役者』（アーウィン・ウィル、並木書房） 2011

### デイヴィッド・L・ロビンズ
- 『鼠たちの戦争』（ディヴィッド・L・ロビンズ、新潮文庫）  2001.2
- 『戦火の果て』（ディヴィッド・L・ロビンズ、新潮文庫） 2002.9
- 『焦熱の裁き』（ディヴィッド・L・ロビンズ、新潮文庫） 2005.1
- 『クルスク大戦車戦』（ディヴィッド・L・ロビンズ、新潮文庫） 2006.1
- 『ルーズベルト暗殺計画』（ディヴィッド・L・ロビンズ、新潮文庫） 2008.3
- 『カストロ謀殺指令』（ディヴィッド・L・ロビンズ、新潮文庫） 2010.5